# Родна кућа народног хероја Пап Павла
Родна кућа народног хероја Пап Павла је издужене основе, зидана набојем и опеком, са двосливним кровом покривеним бибер црепом. Налази се на углу улица, а на ужој страни је главна фасада. На главној фасади су четири прозора уоквирена плитким малтерским шпалетнама. Фасада је од барокно уобличеног забата одвојено профилисаним венцем, и на самом забату на чијим ивицама такође тече, налазе се две плитке лезене, два шпалетнама уоквирена таванска отвора, четвртасто поље са урезаном годином 1987, а у врху забата је розета изведена у плиткој малтерској пластици. На фасадном платну од сокла до профилисаног венца пружају се четири плитка пиластра.
Kућа није битније изменила свој првобитни изглед.
У кући је 1914. године рођен народни херој Пап Павле.

## Галерија
- Бочна фасада куће